# Вулиця Грибна (Черкаси)
Ву́лиця Грибна́ — вулиця в Черкасах.

## Розташування
Вулиця починається від вулиці Пахарів хутір, і простягається на південь, до вулиці Онопрієнка .

## Опис
Вулиця вузька, ґрунтова (піщана). Вулиця непряма, робить декілька поворотів.

## Походження назви
Вулиця нова і названа через розташування її у соснову лісі, де можна збирати гриби.

## Будівлі
По вулиці розташовані приватні будинки.